# Bernhard Bößneck
Ernst Bernhard Bößneck, auch Boesßneck (* 25. August 1849 in Glauchau; † 12. Dezember 1901 ebenda), war ein deutscher Politiker (Nationalliberale Partei) und Unternehmer. Er war Stadtrat in Glauchau und Mitglied des sächsischen Landtages.

## Leben und Wirken
Bößneck war Webwarenfabrikant und übernahm zunächst die Webfabrik seines Vaters Ernst Bößneck. Dann wurde er Mitbesitzer der 1886 gegründeten Weberei Bößneck & Meyer. Von 1894 bis 1987 war er auch als Handelsrichter in Glauchau tätig.
In den drei Legislaturperioden von 1897 bis 1903 war er für den 15. städtischen Wahlbezirk als Mitglied der Nationalliberalen Partei (NLP) in der Zweiten Kammer des sächsischen Landtags vertreten.

## Auszeichnungen
Ihm wurde der Titel Königlich Sächsischer Kommerzienrat verliehen.